# Hoyo de Manzanares
Hoyo de Manzanares – miasto w Hiszpanii we wspólnocie autonomicznej Madryt, leżące w bezpośrednim sąsiedztwie granic administracyjnych Madrytu, u południowych stoków gór Sierra de Guadarrama. Komunikacja z Madrytem zapewniona jest przez między miastowe linie autobusowe nr 611 i 611A, zaś linia nr 610 zapewnia połączenie z miastem Colmenar Viejo. W mieście nie ma stacji kolejowej, a najbliższa znajduje się w Torrelodones, gdzie zatrzymują się pociągi regionalne Cercanías Madrid. Wielu mieszkańców Madrytu i większych miast posiada tutaj swoje domki letniskowe. 